# Thylactus angularis
Thylactus angularis är en skalbaggsart som beskrevs av Francis Polkinghorne Pascoe 1866. Thylactus angularis ingår i släktet Thylactus och familjen långhorningar.
Artens utbredningsområde är Laos. Inga underarter finns listade i Catalogue of Life.